# Fältlystring
Fältlystring är en lystringsgrad inom det svenska militärväsendet för soldater i tjänst. Det är den femte högsta lystringsgraden efter lediga, givakt, lystring och manöver och innebär att soldaten för tillfället inte förväntas ta emot viktig information från sitt befäl. För tjänsten lämplig samtalsröst får användas och enskild får utföra nödvändiga personliga behov.